# Monumento a Francisco de Goya
El monumento a Francisco de Goya es una escultura española dedicada al pintor aragonés Francisco de Goya, localizada en la calle de Felipe IV s/n, en las inmediaciones del Museo del Prado de Madrid.

## Descripción
La obra fue realizada por el escultor Mariano Benlliure en 1902, en bronce, y mide 2,50 m de altura, 1 m de anchura y 1 m de fondo. El monumento se compone de tres cuerpos: la base, el pedestal y la estatua propiamente dicha, que consiste en una escultura de bulto redondo, con la figura de pie, con una pierna adelantada, sombrero y bastón en mano, y vestida a la moda principios del siglo XIX.
Francisco de Goya está representado en edad avanzada, de modo realista, tomando como modelos las esculturas y pinturas que había sobre él. En la base está la firma del escultor. Debajo, en los frentes del pedestal, aparecen las inscripciones: GOYA, en la parte que mira al Museo del Prado; 1746, el año de su nacimiento, en el lado oriental; y 1902, fecha de la ejecución del monumento, en el posterior. En la parte inferior se ven talladas en relieve escenas alusivas a las obras más famosas de Goya, como las pinturas negras o La maja desnuda.

## Historia
El monumento fue encargado por el entonces alcalde de Madrid Alberto Aguilera al escultor valenciano Mariano Benlliure en 1902. La escultura inicialmente iba a ser colocada en las inmediaciones de la Ermita de San Antonio de la Florida, aunque finalmente fue instalada en el Paseo de Coches del Parque del Retiro, frente a la Casa de Fieras, en el lugar que ahora ocupa la estatua de la diosa Hera.
La inauguración de la escultura se realizó el 5 de junio de 1902, pero en 1905 con un decreto del alcalde Eduardo Vincenti, se trasladó a la calle de Goya, cerca del bulevar de Velázquez, para embellecer el barrio de Salamanca. Definitivamente, en 1946 se trasladó a su emplazamiento actual en el Paseo del Prado y junto al Museo del Prado, en sustitución de otro monumento dedicado también a Francisco de Goya y esculpida por Aniceto Marinas sobre diseño del pintor José Llaneces.